# Taygetis echo
Espèce
Taygetis echo est une espèce de papillons de la famille des Nymphalidae, de la sous-famille des Satyrinae et du genre Taygetis.

## Dénomination
Taygetis echo a été décrit par Pieter Cramer en 1775 sous le nom de Papilio echo .

### Sous-espèces
- Taygetis echo echo
- Taygetis echo koepckei Forster, 1964; présent au Pérou.
- Taygetis echo velutina Staudinger, [1887]; présent au Venezuela.
- Taygetis echo ssp; à Trinité-et-Tobago[1]

### Noms vernaculaires
Taygetis echo se nomme Echo Satyr en anglais.

## Description
Taygetis echo est un grand papillon marron. 
Le revers est marron foncé avec une partie basale presque noire et une ligne submarginale de petits points blancs.

## Écologie et distribution
Taygetis echo est présent au Venezuela, à Trinité-et-Tobago, en Guyane, au Surinam et au Brésil,.

### Biotope
En Guyane, il réside en sous-bois.

### Protection
Pas de statut de protection particulier